# Drosophila madeirensis
Drosophila madeirensis este o specie de muște din genul Drosophila, familia Drosophilidae, descrisă de Monclus în anul 1984.
Este endemică în Madeira. Conform Catalogue of Life specia Drosophila madeirensis nu are subspecii cunoscute.